# Basilica di San Pietro di Castello

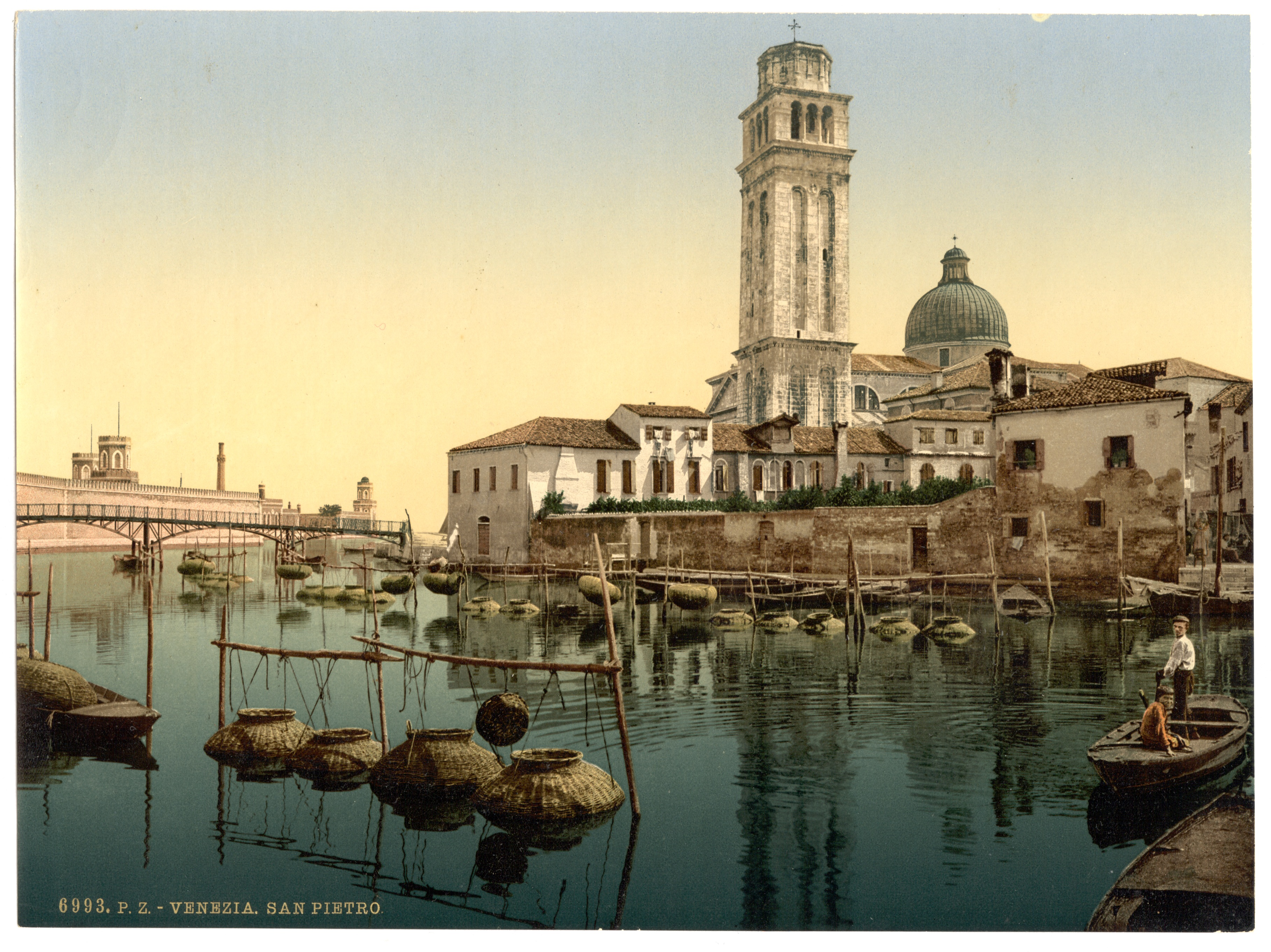
La Basilica tra il 1890 e il 1900

La basilica di San Pietro di Castello è un importante luogo di culto di Venezia, fino al 1807 cattedrale del patriarcato di Venezia; è situata all'estremità nord-orientale della città di Venezia, nel sestiere di Castello, non lontano dai bacini dell'Arsenale. 
La chiesa ha la dignità di basilica minore e fa parte dell'associazione Chorus Venezia.

## Storia
Come riferito dal cronista Giovanni diacono, la chiesa di San Pietro fu iniziata all'incirca ai tempi della cacciata del patriarca di Grado Fortunato, mentre la consacrazione avvenne nove anni dopo, nel periodo in cui fu ucciso il doge Obelerio; quindi, essa dovrebbe essere stata edificata a partire dall'822-823 e conclusa verso l'831-832. La testimonianza è in parte confermata dal testamento di Orso, vescovo di Olivolo dall'822, il quale afferma che fu lui a gettare le fondamenta dell'edificio.
Questo significa che la diocesi di Olivolo, fondata nel 775-776, ebbe in origine un'altra cattedrale. Potrebbero avere un fondo di verità quelle tradizioni che vorrebbero la basilica di San Pietro fondata nel VII secolo e inizialmente consacrata a Sergio e Bacco, le cui reliquie giacciono sul secondo altare laterale destro. Questo farebbe pensare all'esistenza di una chiesa più antica in luogo della quale, nella prima metà del IX secolo, fu costruita l'attuale. Altri studiosi hanno teorizzato che la prima cattedrale di Olivolo fosse la chiesa di San Teodoro, l'attuale basilica di San Marco.
Del primitivo edificio non resta nulla, se si eccettua un lacerto di mosaico conservato nella cappella Lando.
Nel 1120 un incendio devastò la chiesa; la nuova struttura, riportata fedelmente sulla pianta di Jacopo de' Barbari del Cinquecento, assunse una dimensione più maestosa, con attiguo un battistero intitolato a San Giovanni Battista, ora andato perduto.
Nel 1451, con la soppressione del Patriarcato di Grado e la costituzione della Diocesi di Castello a Patriarcato di Venezia (bolla di Papa Niccolò V), la basilica di San Pietro divenne la nuova cattedrale patriarcale.
Fu il patriarca Antonio Contarini a decidere di effettuare lavori di restauro dal 1508 al 1524 sul soffitto, le volte e il pavimento. Fra il 1512 e il 1526 furono ricostruite le cappelle minori e furono rifatti gli arredi e le decorazioni.
Divenuto patriarca di Venezia nel 1551, Vincenzo Diedo stipulò il 7 gennaio 1558 un contratto con Andrea Palladio, il quale però si ritirò nel 1559, alla morte del Diedo; questo sarebbe stato il suo primo intervento a Venezia. Al prestigioso incarico, non portato a termine, Palladio era giunto probabilmente grazie a Daniele e Marcantonio Barbaro, che risultano garanti del contratto con i muratori nel gennaio del 1558.
I lavori ripresero nel 1596 sotto la direzione di Francesco Smeraldi, incaricato dal patriarca Lorenzo Priuli, al quale si deve la realizzazione della facciata. Dal 1619 Gerolamo Grapiglia cura la realizzazione degli interni, sotto il patriarcato di Giovanni Tiepolo.
Dal 1630 alla caduta della Repubblica, la Serenissima Signoria svolgeva un annuale pellegrinaggio nella basilica, l'8 gennaio, per celebrare la liberazione della città dalla peste.
Con la caduta della Repubblica di Venezia e il venir meno della funzione della basilica di San Marco come chiesa di Stato, sottoposta all'autorità di un primicerio ducale, nel 1807, per volere di Napoleone, la sede patriarcale venne trasferita a San Marco. Contestualmente il capitolo canonicale di San Pietro di Castello venne unito a quello palatino di San Marco.
Lo status canonico della basilica cattedrale (rectius patriarcale) e della basilica di San Pietro di Castello è regolato dalla bolla di Pio VII Ecclesias Quae, datata 24 settembre 1821. Trasferita definitivamente la cattedralità a San Marco, a San Pietro è stata concessa la dignità di basilica minore "ad instar basilicarum minorum almae Urbis" e il relativo parroco ha ottenuto il titolo di arciprete; inoltre l'arciprete è, durante munere, canonico della basilica Cattedrale di San Marco.
Con la traslazione della sede, il monastero attiguo alla basilica di San Pietro venne trasformato in polveriera per ordine di Eugenio di Beauharnais, viceré d'Italia.
Durante la prima guerra mondiale la cupola è stata colpita due volte da bombe incendiarie che hanno causato la distruzione della lanterna.

## Descrizione

### Architettura

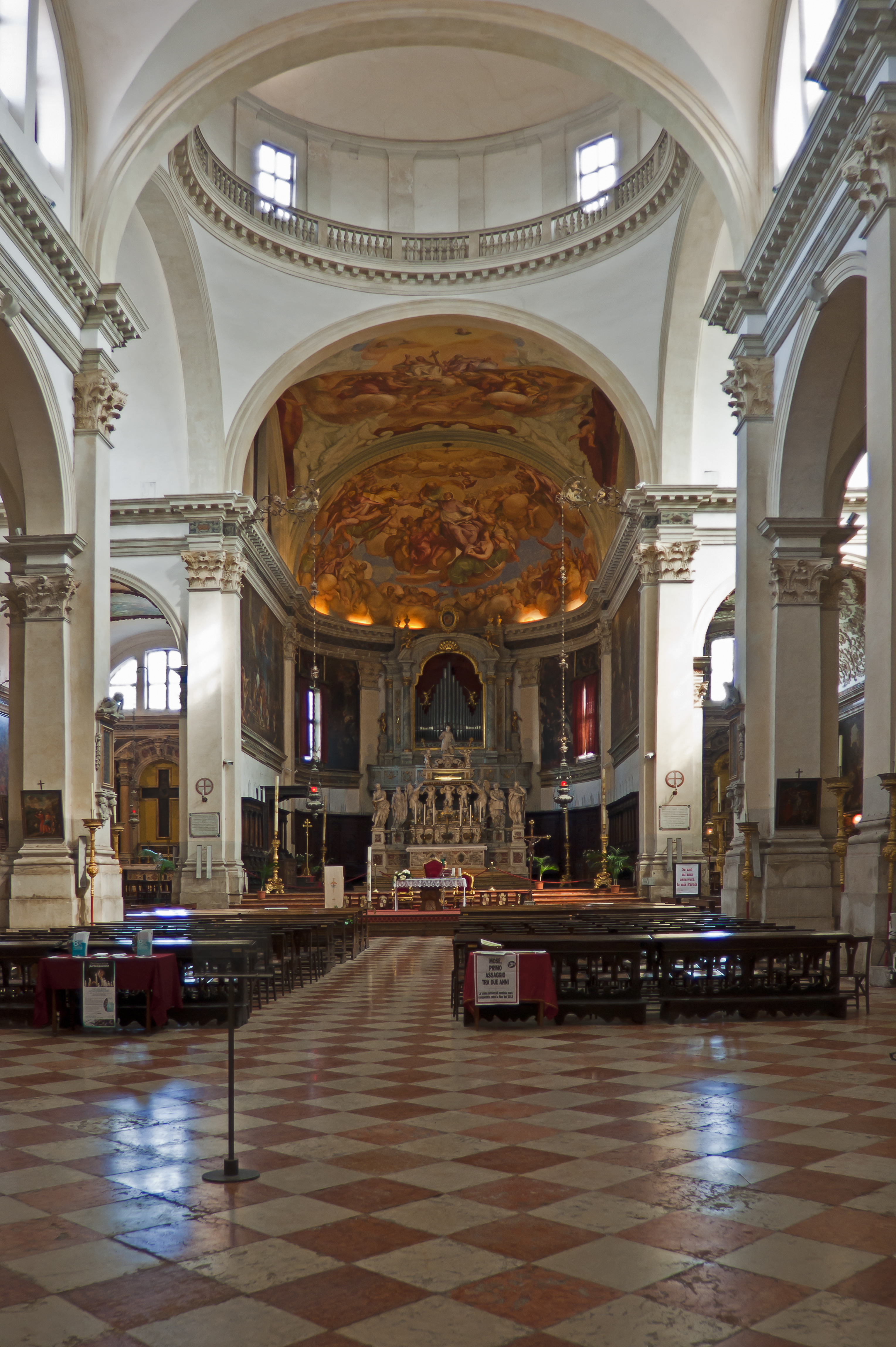
L'interno

La pianta attuale si può far risalire al 1120 quando un incendio devastò la precedente chiesa dell'841. La struttura aveva tre navate, la facciata tripartita e le absidi circolari. Al suo fianco sorgeva il battistero di San Giovanni Battista, ormai perduto.
La facciata attuale non riprende esattamente il progetto iniziale di Andrea Palladio del 1568, ma è fedele alle sue linee essenziali. Si nota un impianto tripartito, con la parte centrale rialzata, poggiata su quattro semicolonne si trovano basamenti che terminano in un timpano. Il tema fondamentale prevede un ordine maggiore corrispondente alla navata centrale, ed uno minore in relazione a quelle laterali. Il tutto è ornato da un bassorilievo ottocentesco raffigurante La Carità, dello scultore Marsili. Lo stile può essere definito classico.
L'edificio vede uno schema a croce latina a tre navate suddivise da tre arcate l'una, con al loro interno un altare; all'incrocio col transetto si trova la cupola.
Al profondo presbiterio, che segue la grande navata centrale della chiesa, si affiancano due cappelle laterali.
È del 1646 il grande altare maggiore nel quale sono conservate le spoglie di San Lorenzo Giustiniani, primo Patriarca di Venezia. Fu opera di Clemente Molli, a cui fu dato il compito di scolpire anche alcune statue in esso presenti, su disegno di Baldassarre Longhena, che progettò anche la cappella dedicata al cardinale Francesco Vendramin, sulla navata sinistra.

### Opere d'arte

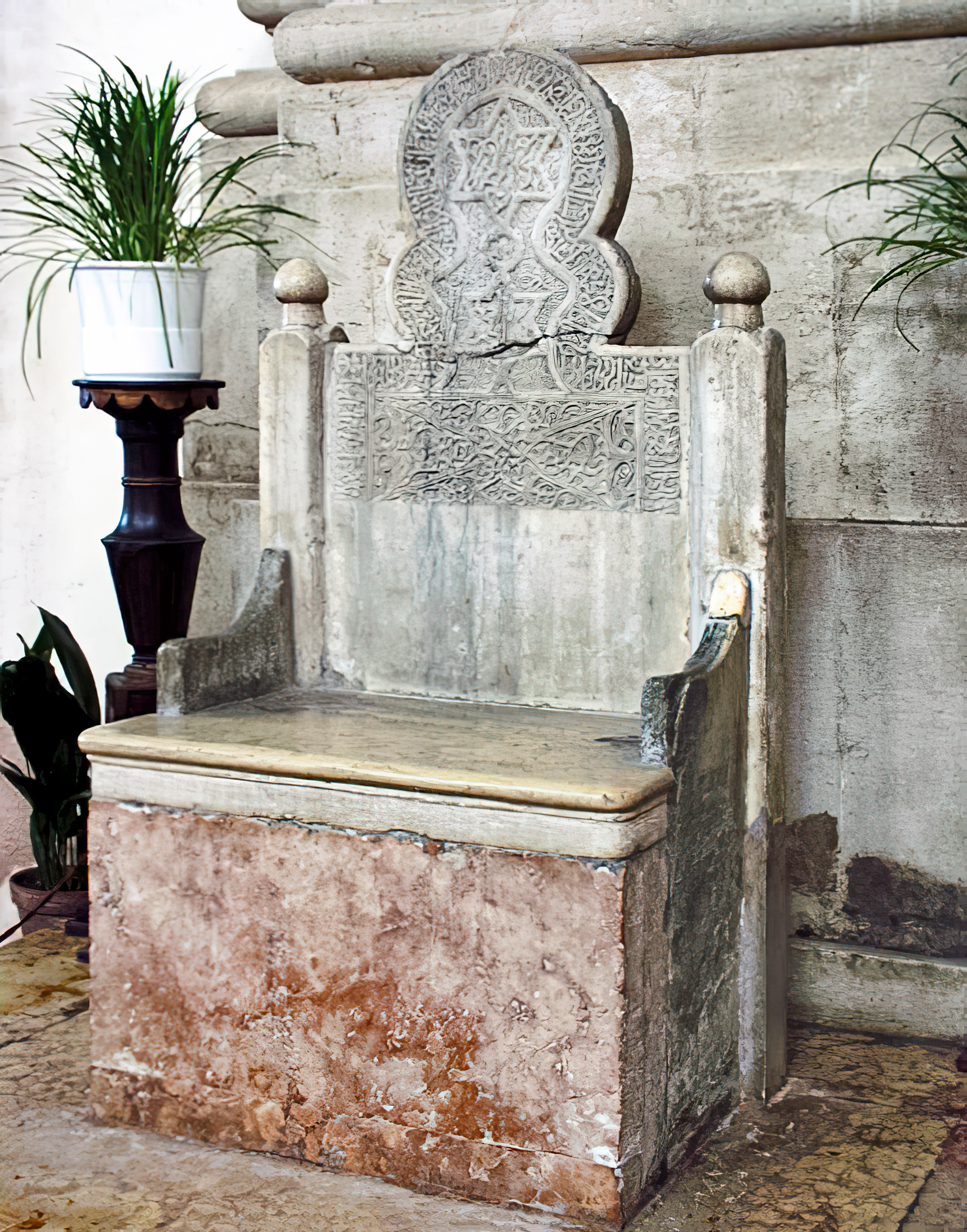
La Cattedra di San Pietro

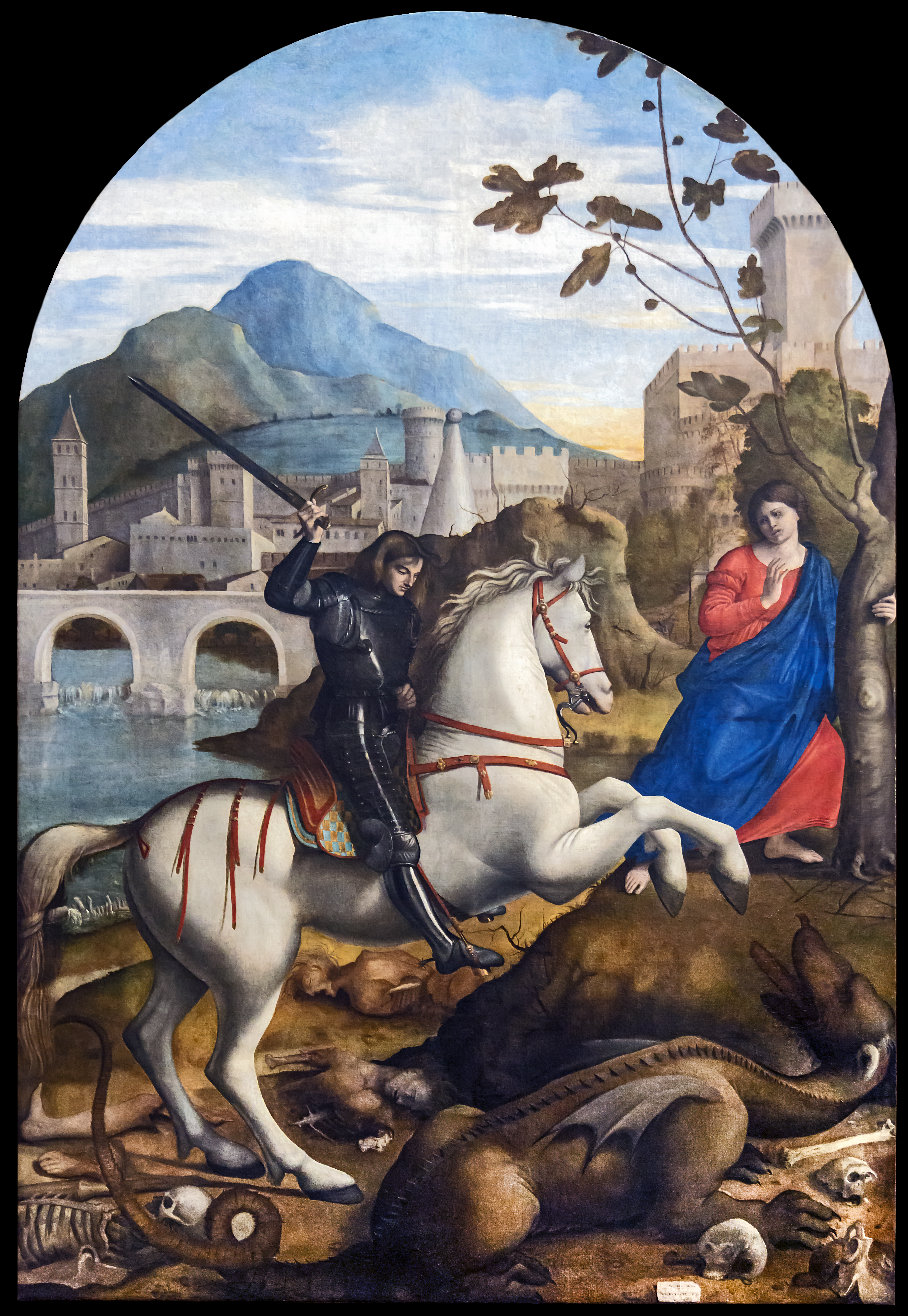
San Giorgio e la principessa e il drago di Marco Basaiti

La Cattedra di San Pietro, che secondo la tradizione è appartenuta allo stesso Apostolo quando era vescovo di Antiochia, si racconta fosse stata donata al Doge Pietro Tradonico dall'Imperatore d'Oriente Michele III, in realtà è costruita da uno schienale ricavato da un'antica stele funeraria islamica, recanti motivi decorativi arabi e incisioni in cufico di versetti del Corano: la Sura III, vv. 192-194 "O Signore! Dacci quel che ci promettesti, per bocca dei Tuoi Angeli, e non ci svergognare nel giorno della risurrezione"  e la Sura XXIII, v. 118 "E Tu perdona! Sii misericordioso! Tu sei tra il migliore tra i pietosi!"
Nella navata destra San Pietro in Cattedra e quattro Santi di Marco Basaiti, XVI secolo.
Nella navata sinistra la cappella Vendramin, dedicata a Nostra Signora del Carmine contiene bassorilievi di Michele Ungaro, 1675 e ospita la pala d'altare di Luca Giordano 1650 della Madonna col Bambino e anime del Purgatorio.
Sempre nella navata sinistra si trova la cappella Lando, con una pala a mosaico di Arminio Zuccato, su cartone forse di Jacopo Tintoretto, 1570.
Tra le due cappelle l'opera del Veronese del 1585 circa, i Santi Giovanni Evangelista, Pietro e Paolo, l'Immacolata di Giovanni Maria Morlaiter, XVIII secolo, e Il Martirio di san Giovanni Evangelista, del Padovanino.
Fra dipinti maggiori presenti nella basilica, possiamo identificare la Cena di Emmaus di Pietro Malombra e Antonio Vassilacchi, sulla parete di sinistra del portale.
Mentre a destra, di Jacopo Beltrame, XVI secolo, Cena in Casa di Simone, due statue di Orazio Marinali, Fede e Meditazione che attorniano il Crocifisso di Jacopo Strada, XVIII secolo.
San Giorgio e la principessa e il Drago, lavoro di Marco Basaiti; dal 1985 è in deposito presso le Gallerie dell'Accademia.
Nella cappella a destra dell'altar maggiore si può ammirare il grande affresco di Pietro Ricchi (detto il Lucchese) L'adorazione dei Magi (1658).

### Organo a canne
Sulla cantoria, alle spalle dell'altare maggiore, vi è l'organo a canne Nachini opus 276, costruito nel 1754 e restaurato da Pietro Bazzani nel 1898.
Lo strumento, a trasmissione integralmente meccanica, ha un'unica tastiera di 57 note con prima ottava scavezza ed una pedaliera a leggio di 18 note (la 18° corrisponde al Tamburo), costantemente unita al manuale e con prima ottava scavezza.
La cassa lignea barocca, è dipinta a finto marmo e presenta delle decorazioni a rilievo in legno dorato. Al centro, la mostra, composta da 25 canne di principale con bocche a scudo allineate orizzontalmente, disposte in cuspide unica con ali laterali.

### Campanile
Il campanile iniziato nel 1463, venne danneggiato da un fulmine, e ricostruito nel 1482 ad opera di Mauro Codussi, in pietra d'Istria a vista. La cupola sulla sommità, in legno rivestito di lastre di piombo e ornata da una piccola lanterna, venne demolita e rifatta nel 1670, il 17 ottobre 1822, colpita da un fulmine, venne definitivamente distrutta. 
Data la pendenza del campanile, le campane suonano a battaglio cadente. Ne ospita 5, di cui le 2 grosse fuse dai Fratelli De Poli di Ceneda (TV) nel 1870 e le 3 piccole da Domenico Dalla Venezia nel 1825:
I: Re3 calante
II: Mib3 crescente
III: Fa3 
IV: Sol3 calante
V: Lab3